# 施士洁
施士洁（1853年—1922年），又名施士浩、原名應嘉，字澐舫，號芸況，又號喆園，福建臺灣人，與其父施瓊芳為清代臺灣仅有的父子進士。父親施瓊芳，為道光廿五年（1845年）乙巳恩科進士:35。長兄施應濬，乳名增川，學名士沅，號瞿仙，邑廩生:35。咸豐五年（1855年）十二月十九日出生，由於生辰與宋代文人蘇東坡相同，常以東坡自比，所以將詩集名稱命名為「後蘇龕」。家住臺南赤嵌樓畔石蘭山館，一說位於今臺南市中西區民族路6巷:35，一說位於今臺南市中西區赤嵌街15巷:22。

## 生平
施士洁於同治十年（1871年）17歲時被知縣白鸞卿選拔為童生試第一名:33:52，後考試屢失意，奮發振作後，同治13年舉茂才，縣、府、院三試均第一，號稱「小三元」:33。光緒元年（1875年）參加乙亥恩科鄉試，中試舉人。光緒二年進京參加丙子恩科春試，中賜同進士出身三甲二名:34:53，任內閣中書。
先後任職彰化白沙書院、臺南崇文書院山長，光緒十三年（1887年）應臺灣道唐景崧之聘，主講海東書院，門生許南英、汪春源均中進士，丘逢甲、鄭鵬雲文名顯著。光緒十七年任唐景崧幕僚。:36
1895年乙未割臺後西渡回泉州晉江縣西岑故里，曾任職廈門商政局，負責貢燕業務:82，宣統三年（1911年）出任同安縣馬巷廳廳長，民國六年（1917年）至福州「閩省修志局」，民國十一年（1922年）於鼓浪嶼去世。
施士洁曾先後加入文學社團，在臺期間參加崇正社、斐亭吟社、牡丹吟社:49-55。西渡後參加菽莊吟社:83-87。

## 著作及評價
歷史研究者黃典權依據施氏手稿所編《後蘇龕合集》，內容包括《後蘇龕詩鈔》12卷（其中第5卷已全佚）及補編，收錄古近體詩1630首；《後蘇龕詞草》1卷，收詞58闋；《後蘇龕文稿》2卷及補編，收文79篇，收入臺灣銀行經濟研究室出版「臺灣文獻叢刊」第215種。據黃典權教授所言，施士洁作品除上述《後蘇龕合集》外，尚有《日記》1冊、《鄉談聲律啟蒙》1冊、《喆園吟草》4冊。:9其中《日記》1冊僅存遺稿〈後蘇龕泉廈日記(壬寅正月至癸卯二月)〉，收於《台南文化》8卷2期，《鄉談聲律啟蒙》至今未見。
國立臺灣文學館2008年出版《全臺詩》第拾貳冊，收有施士洁詩作共1710首。館內並收藏《喆園吟草》4冊（缺一、二卷），《後蘇龕稿》4冊、《後蘇龕草》2冊。
關於施士洁的評價，詩人連橫在《臺灣詩乘》提到：「光緒以來，臺灣詩界群推施澐舫、邱仙根二公，各成家數。」詩人李漁叔《三臺詩傳》則說：「清光緒時臺南有兩進士，一施士洁澐舫，一許南英蘊白，皆負時名，取科第，均能詩……澐舫與邱仙根並稱作者，其佳處當不多讓。」